# Wringin Jajar
Wringin Jajar is een bestuurslaag in het regentschap Demak van de provincie Midden-Java, Indonesië. Wringin Jajar telt 7558 inwoners (volkstelling 2010).